# Allium sanandajense
Allium sanandajense — вид рослин з родини амарилісових (Amaryllidaceae); ендемік Ірану.

## Поширення
Ендемік Ірану. Відомий лише з провінції Курдистан до цих пір.